# Wideń (przystanek kolejowy)
Wideń (ukr. Видень) – przystanek kolejowy w miejscowości Wyhiw, w rejonie korosteńskim, w obwodzie żytomierskim, na Ukrainie. Położony jest na linii Kalinkowicze – Szepetówka.